# Sterreria
Sterreria es un género de animales marinos perteneciente a la familia Nemertodermatidae.

## Especies
Se reconocen las siguientes según WoRMS:
- Sterreria boucheti Meyer-Wachsmuth, Curini Galletti & Jondelius, 2014
- Sterreria lundini Meyer-Wachsmuth, Curini Galletti & Jondelius, 2014
- Sterreria martindalei Meyer-Wachsmuth, Curini Galletti & Jondelius, 2014
- Sterreria monolithes Meyer-Wachsmuth, Curini Galletti & Jondelius, 2014
- Sterreria papuensis Meyer-Wachsmuth, Curini Galletti & Jondelius, 2014
- Sterreria psammicola (Sterrer, 1970)
- Sterreria rubra (Faubel, 1976)
- Sterreria variabilis Meyer-Wachsmuth, Curini Galletti & Jondelius, 2014
- Sterreria ylvae Meyer-Wachsmuth, Curini Galletti & Jondelius, 2014